# 6498 Ko
6498 Ko eller 1992 UJ4 är en asteroid i huvudbältet som upptäcktes den 26 oktober 1992 av de båda japanska astronomerna Kazuro Watanabe och Kin Endate vid Kitami-observatoriet. Den är uppkallad efter japanen Ko Nagasawa.
Asteroiden har en diameter på ungefär 7 kilometer.